# Pitassa
Pitassa fue una ciudad estado fronteriza, aún no descubierta, situada en la parte occidental de Anatolia, al norte de la antigua Pisidia y próxima a los territorios hititas. Algunos estudiosos han convenido en situarla al norte de la llanura Konya. Los turcos consideran que el nombre es un antecedente de Pisidia.
Es mencionada en los archivos de la Edad del Bronce en Hattusa. Su nombre parece luvita, y constituyó, ocasionalmente, la frontera entre Hatti y los sucesivos territorios de Arzawa.
Madduwatta, rey de Arzawa, arrancó Pitassa de manos del rey hitita Arnuwanda I (1400-1385 a. C.), a finales del siglo XV a. C. o primera mitad del XIV. Décadas después Suppiluliuma I la reconquistó (h. 1330 a. C.). Después de la conquista hitita de Arzawa, Mashuiluwa, rey de Mira, incitó a una revuelta c. (1310 a. C.) contra el poder hitita, a la que se unieron el reino de Masa, el de Kuwaliya y Pitassa. Antes de que finalizara el siglo, Mursili II (1321-1295 a. C., hijo de Suppiluliuma, marchó contra Pitassas y la subyugó.
Durante el reinado de Hattusili III es mencionada como tierras de frontera con el reino de Tarhuntassa.
Se ha especulado con que quizás fuese la ciudad de Abidos, sita en el Helesponto.